# ドワイト・H・リトル
ドワイト・H・リトル（Dwight H. Little、1956年1月13日 - ）は、アメリカ合衆国の映画監督。

## フィルモグラフィ

### 映画
- KGB闇の戦士 KGB: The Secret War (1985) 兼原案
- 地獄のエージェント/緊急指令"究極兵器を追え!" Getting Even (1986) 兼原案
- インディアナ・アドベンチャー/ブラッドストーンの謎 Bloodstone (1988)
- ハロウィン4 ブギーマン復活 Halloween 4: The Return of Michael Myers (1988)
- オペラ座の怪人 The Phantom of the Opera (1989)
- 死の標的 Marked for Death (1990)
- ラピッド・ファイアー Rapid Fire (1992)
- フリー・ウィリー2 Free Willy 2: The Adventure Home (1995)
- ホワイトハウスの陰謀 Murder at 1600 (1997)
- 愛する人々 Papa's Angels (2000) テレビ映画
- ドン・カステラーノ/N.Y.の帝王 Boss of Bosses (2001) テレビ映画
- アナコンダ2 Anacondas: The Hunt for the Blood Orchid (2004)
- TEKKEN -鉄拳- Tekken (2010)

### テレビシリーズ
| 年        | 日本語題 原題                                                               | エピソード   | エピソード                                          |
| --------- | --------------------------------------------------------------------------- | ------------ | --------------------------------------------------- |
| 1997-1999 | ミレニアム Millennium                                                       | 第2シーズン  | 第10話「クリスマス・イブ」                          |
| 1997-1999 | ミレニアム Millennium                                                       | 第2シーズン  | 第22話「運命の時 Part1」                            |
| 1997-1999 | ミレニアム Millennium                                                       | 第3シーズン  | 第10話「かりそめの時」                              |
| 1998-2002 | ザ・プラクティス ボストン弁護士ファイル The Practice                        | 第2シーズン  | 第24話「顔なき人々」                                |
| 1998-2002 | ザ・プラクティス ボストン弁護士ファイル The Practice                        | 第3シーズン  | 第4話「光まだ遠く」                                 |
| 1998-2002 | ザ・プラクティス ボストン弁護士ファイル The Practice                        | 第3シーズン  | 第6話「無垢なる魂」                                 |
| 1998-2002 | ザ・プラクティス ボストン弁護士ファイル The Practice                        | 第3シーズン  | 第14話「雨あがりの空」                              |
| 1998-2002 | ザ・プラクティス ボストン弁護士ファイル The Practice                        | 第3シーズン  | 第23話「天国への階段」                              |
| 1998-2002 | ザ・プラクティス ボストン弁護士ファイル The Practice                        | 第4シーズン  | 第13話「光射す荒野」                                |
| 1998-2002 | ザ・プラクティス ボストン弁護士ファイル The Practice                        | 第6シーズン  | 第4話「嘘つきのポーカー」                           |
| 1998-2002 | ザ・プラクティス ボストン弁護士ファイル The Practice                        | 第6シーズン  | 第19話「帰ってきたジョーイ・ヘリック」              |
| 1998-2002 | ザ・プラクティス ボストン弁護士ファイル The Practice                        | 第7シーズン  | 第9話「健闘」                                       |
| 2002      | X-ファイル The X-Files                                                      | 第9シーズン  | 第14話「モンスター」                                |
| 2005      | LAW & ORDER: 陪審評決 Law & Order: Trial by Jury                            | 第1シーズン  | 第3話「制裁の黒幕」                                 |
| 2005-2009 | プリズン・ブレイク Prison Break                                             | 第1シーズン  | 第10話「策士」                                      |
| 2005-2009 | プリズン・ブレイク Prison Break                                             | 第2シーズン  | 第10話「めぐり逢い」                                |
| 2005-2009 | プリズン・ブレイク Prison Break                                             | 第2シーズン  | 第19話「嬢王蜂」                                    |
| 2005-2009 | プリズン・ブレイク Prison Break                                             | 第4シーズン  | 第10話「レジェンド」                                |
| 2005-2009 | プリズン・ブレイク Prison Break                                             | 第4シーズン  | 第18話「VS」                                        |
| 2006      | 24 -TWENTY FOUR- 24                                                         | 第5シーズン  | 第19話「1:00 a.m.-2:00 a.m.」                       |
| 2006      | 24 -TWENTY FOUR- 24                                                         | 第5シーズン  | 第20話「2:00 a.m.-3:00 a.m.」                       |
| 2006      | 失踪 VANISHED Vanished                                                      | 第1シーズン  | 第6話「The Black Box」                              |
| 2006-2016 | BONES Bones                                                                 | 第1シーズン  | 第11話「守りたいもの」                              |
| 2006-2016 | BONES Bones                                                                 | 第2シーズン  | 第14話「友情とルールのジレンマ」                    |
| 2006-2016 | BONES Bones                                                                 | 第3シーズン  | 第8話「狙われた騎士」                               |
| 2006-2016 | BONES Bones                                                                 | 第4シーズン  | 第12話「潜入!サーカス団」                           |
| 2006-2016 | BONES Bones                                                                 | 第5シーズン  | 第6話「チキンファーム殺人事件」                     |
| 2006-2016 | BONES Bones                                                                 | 第5シーズン  | 第13話「埋められた歯科医」                          |
| 2006-2016 | BONES Bones                                                                 | 第5シーズン  | 第18話「命の海の法則」                              |
| 2006-2016 | BONES Bones                                                                 | 第5シーズン  | 第21話「正義の行方」                                |
| 2006-2016 | BONES Bones                                                                 | 第6シーズン  | 第4話「ボーンズVS.賞金稼ぎ」                        |
| 2006-2016 | BONES Bones                                                                 | 第6シーズン  | 第13話「危険なスタント」                            |
| 2006-2016 | BONES Bones                                                                 | 第6シーズン  | 第21話「沈黙の告発」                                |
| 2006-2016 | BONES Bones                                                                 | 第7シーズン  | 第2話「フードファイター殺人事件」                   |
| 2006-2016 | BONES Bones                                                                 | 第7シーズン  | 第8話「ハイウェイの死体」                           |
| 2006-2016 | BONES Bones                                                                 | 第7シーズン  | 第11話「一族の争い」                                |
| 2006-2016 | BONES Bones                                                                 | 第8シーズン  | 第4話「悲しきペット」                               |
| 2006-2016 | BONES Bones                                                                 | 第8シーズン  | 第17話「未来から来た死体」                          |
| 2006-2016 | BONES Bones                                                                 | 第9シーズン  | 第9話「怒りの陪審員」                               |
| 2006-2016 | BONES Bones                                                                 | 第9シーズン  | 第14話「チェスマスターの誤算」                      |
| 2006-2016 | BONES Bones                                                                 | 第10シーズン | 第2話「永遠の家族」                                 |
| 2006-2016 | BONES Bones                                                                 | 第10シーズン | 第20話「収集癖の女」                                |
| 2006-2016 | BONES Bones                                                                 | 第11シーズン | 第2話「The Brother in the Basement」                |
| 2006-2016 | BONES Bones                                                                 | 第11シーズン | 第17話「The Secret in the Service」                 |
| 2009      | キャッスル 〜ミステリー作家は事件がお好き Castle                            | 第2シーズン  | 第3話「新人モデルの悲劇」                           |
| 2009      | ドールハウス Dollhouse                                                      | 第1シーズン  | 第11話「眠れる森の美女」                            |
| 2009      | ドールハウス Dollhouse                                                      | 第2シーズン  | 第7話「名もなき救世主」                             |
| 2011      | ボディ・オブ・プルーフ 死体の証言 Body of Proof                             | 第2シーズン  | 第6話「愛憎のセラピー」                             |
| 2011-2013 | NIKITA / ニキータ Nikita                                                    | 第2シーズン  | 第10話「ガーディアン」                              |
| 2011-2013 | NIKITA / ニキータ Nikita                                                    | 第3シーズン  | 第7話「凶刃」                                       |
| 2011-2013 | NIKITA / ニキータ Nikita                                                    | 第3シーズン  | 第16話「悪魔の贈り物」                              |
| 2011-2013 | NIKITA / ニキータ Nikita                                                    | 第3シーズン  | 第21話「見えざる手」                                |
| 2011-2013 | NIKITA / ニキータ Nikita                                                    | 第4シーズン  | 第4話「ファイナル・カウントダウン」                 |
| 2011-2014 | 私はラブ・リーガル Drop Dead Diva                                           | 第3シーズン  | 第9話「カジノの誘惑」                               |
| 2011-2014 | 私はラブ・リーガル Drop Dead Diva                                           | 第4シーズン  | 第2話「届かないラストソング」                       |
| 2011-2014 | 私はラブ・リーガル Drop Dead Diva                                           | 第5シーズン  | 第11話「消せない気持ち」                            |
| 2011-2014 | 私はラブ・リーガル Drop Dead Diva                                           | 第6シーズン  | 第11話「恋人は死刑囚!?」                            |
| 2014-2015 | フロム・ダスク・ティル・ドーン ザ・シリーズ From Dusk Till Dawn: The Series | 第1シーズン  | 第6話「Place of Dead Roads」                        |
| 2014-2015 | フロム・ダスク・ティル・ドーン ザ・シリーズ From Dusk Till Dawn: The Series | 第1シーズン  | 第10話「The Take」                                  |
| 2014-2015 | フロム・ダスク・ティル・ドーン ザ・シリーズ From Dusk Till Dawn: The Series | 第2シーズン  | 第7話「Bring Me the Head of Santanico Pandemonium」 |
| 2014-2016 | SCORPION/スコーピオン Scorpion                                              | 第1シーズン  | 第4話「仕掛けられた罠」                             |
| 2014-2016 | SCORPION/スコーピオン Scorpion                                              | 第2シーズン  | 第14話「Sun of a Gun」                              |
| 2014-2016 | スリーピー・ホロウ Sleepy Hollow                                            | 第2シーズン  | 第11話「終末の始まり」                              |
| 2014-2016 | スリーピー・ホロウ Sleepy Hollow                                            | 第2シーズン  | 第16話「隠された地下道」                            |
| 2014-2016 | スリーピー・ホロウ Sleepy Hollow                                            | 第3シーズン  | 第10話「Incident at Stone Manor」                   |
| 2015      | ARROW/アロー Arrow                                                          | 第3シーズン  | 第18話「街の敵」                                    |
| 2015      | エージェント・オブ・シールド Agents of S.H.I.E.L.D.                         | 第3シーズン  | 第6話「Among Us Hide...」                           |
| 2016      | SCORPION/スコーピオン Scorpion                                              | 第2シーズン  | 第14話                                              |
| 2017      | SCORPION/スコーピオン Scorpion                                              | 第4シーズン  | 第5話                                               |